# 細越テレビ中継局
細越テレビ中継局（ほそごえテレビちゅうけいきょく）は、青森県青森市に置かれているデジタルテレビ中継局。

## 中継局概要

### デジタルテレビ放送
| リモコン 番号 | 放送局名         | チャンネル 番号 | 空中線 電力 | ERP   | 偏波面   | 放送対象地域 | 放送区域 内世帯数 | 運用開始日      |
| ------------- | ---------------- | --------------- | ----------- | ----- | -------- | ------------ | ----------------- | --------------- |
| 1             | RAB 青森放送     | 47              | 50mW        | 740mW | 水平偏波 | 青森県       | 約250世帯         | 2011年 11月14日 |
| 2             | NHK 青森教育     | 51              | 50mW        | 740mW | 水平偏波 | 全国         | 約250世帯         | 2011年 11月14日 |
| 3             | NHK 青森総合     | 49              | 50mW        | 740mW | 水平偏波 | 青森県       | 約250世帯         | 2011年 11月14日 |
| 5             | ABA 青森朝日放送 | 52              | 50mW        | 740mW | 水平偏波 | 青森県       | 約250世帯         | 2011年 11月14日 |
| 6             | ATV 青森テレビ   | 50              | 50mW        | 740mW | 水平偏波 | 青森県       | 約250世帯         | 2011年 11月14日 |

- 所在地： 青森市荒川字柴田125番地1[3]（青森朝日放送本社鉄塔に設置）
- 放送区域： 青森市の一部[3]（細越地区）
- 2011年10月7日に予備免許が交付され[4]、10月中旬に試験電波を発射。11月11日に本免許が交付され[1]、11月14日に本放送を開始した[1][2][5]。
- 細越地区は青森本局によってカバーされる予定だったが、受信状態を改善するため細越局の開設が決定された[6]。なお、民放局の設置については、総務省から「無線システム普及支援事業（デジタルテレビ中継局整備事業）」の補助金が交付された[7]。